# Дамьен, Робер-Франсуа
Робер-Франсуа Дамьен (фр. Robert François Damiens; 9 января 1715, Ла-Тьёлуа близ Арраса — 28 марта 1757, Париж, Гревская площадь) — французский преступник, известный тем, что совершил неудачное покушение на короля Франции Людовика XV.

## История покушения
Когда 5 января 1757 Людовик XV выходил из своего дворца в Трианоне, чтобы сесть в карету, Дамьен прорвался между гвардейцами и, набросившись на короля, ранил его перочинным ножом в правый бок. Злоумышленник был тут же схвачен.

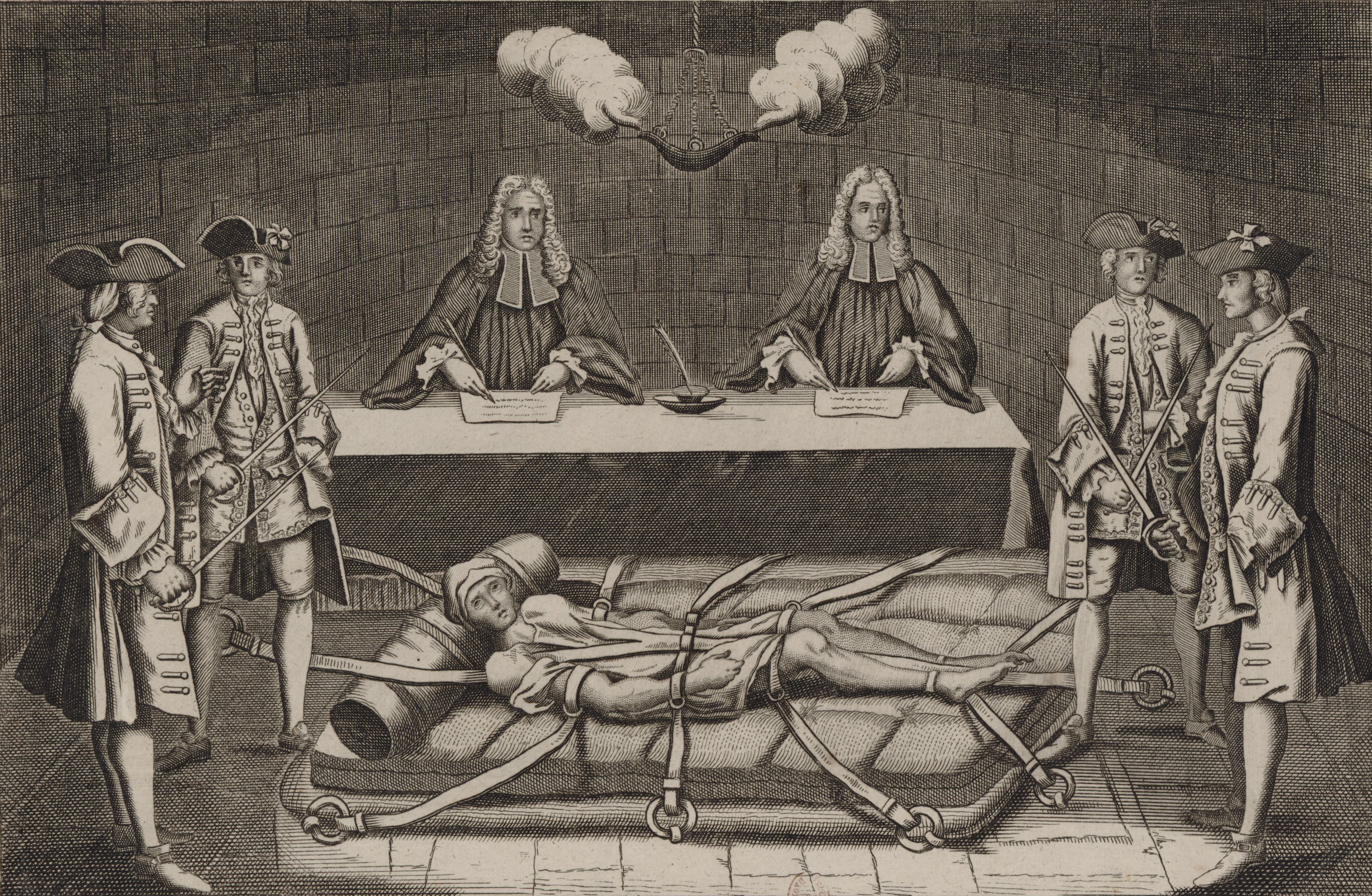
Робер-Франсуа Дамьен
перед своими судьями.

Несмотря на то, что ранение королю было нанесено пустяковое (холодным вечером 5 января он надел второй редингот, причём на меху), что за Дамьеном не стояло никакого заговора и что сам он впоследствии раскаялся, его приговорили к смертной казни. Было установлено, что Дамьен совершил преступление, основываясь на нравственных правилах трактата Германа Бузенбаума «Medulla theologiae moralis», который был раскритикован папством, а после этого покушения был осужден тулузским парламентом и уже изданные книги были сожжены.
Казнь, состоявшаяся на Гревской площади Парижа 28 марта 1757, отличалась исключительной жестокостью. После многочисленных публичных пыток Дамьен был кастрирован и четвертован. Причём этот вид казни, не применявшийся до того во Франции более ста лет, был специально восстановлен палачами из династии Сансонов по старинным манускриптам. Казнь продолжалась целых четыре часа, и в общем окончилась неудачей (лошади не смогли разорвать тело преступника сразу, и палачу пришлось сначала раздробить его суставы). После Дамьена казнь через четвертование более во Франции не применялась.
Вольтер назвал жестокую казнь Дамьена «закономерным итогом его поступка».
После казни Дамьена его отца, жену и дочь заставили уехать из Франции, запретив возвращаться под страхом смерти. Остальным его родственникам было приказано поменять фамилию. Известно, что король в дальнейшем ни разу не называл имени Дамьена, и если случалось в разговоре упомянуть о нём, то говорил: «Господин, который хотел меня убить».

## В культуре
- Классический рассказ ужасов Ганса Гейнца Эверса «Смерть Дамьена» (1922) достаточно подробно описывает пытки и казнь.
- Знаменитый философ XX века Мишель Фуко обстоятельно рассуждает о казни Дамьена в своём трактате «Надзирать и наказывать» (1975).
- Пытки и казнь Дамьена кратко описаны в «Повести о двух городах» Ч. Диккенса.
- Покушение на короля и казнь Дамьена показаны в первой серии телесериала Казанова (2015).
- Также казни Дамьена посвящено несколько глав в манге Сакамото Синъити «Innocent» (2013).
- О смерти Дамьена рассуждает маркиз де Сад в «Марат/Сад».